# Gelson Martins
Gelson Dany Batalha Martins (født 11. maj 1995 i Praia, Kap Verde), er en kapverdisk-født portugisisk fodboldspiller (kant).
Martins spiller for Olympiakos F.C. i Grækenland.

## Landshold
Martins debuterede for det portugisiske landshold 7. oktober 2016 i en venskabskamp mod Andorra, og har (pr. maj 2018) spillet 17 landskampe. Han var en del af den portugisiske trup til VM 2018 i Rusland.